# 6220 Stepanmakarov
6220 Stepanmakarov (1978 SN7) là một tiểu hành tinh vành đai chính được phát hiện ngày 16 tháng 9 năm 1978 bởi L. V. Zhuravleva ở Nauchnyj.